# Ramazan Öztürk
Ramazan Öztürk (* 19. März 1992) ist ein türkischer Badmintonspieler. 

## Karriere
Öztürk wurde 2007 nationaler Juniorenmeister in der Türkei. 2010 war er erstmals bei den Erwachsenen erfolgreich, ein weiterer Titelgewinn folgte 2012.
2008, 2009 und 2012 nahm er an den Badminton-Juniorenweltmeisterschaft teil. 2010 wurde er Dritter bei den Syria International, 2011 siegte er bei den Spanish Juniors. 2012 belegte er Rang zwei bei den Iraq International ebenso wie bei den Romanian International 2013.